# Klockarhöjdenmasten

Klockarhöjdenmasten är en 330 meter hög radio- och TV-mast belägen strax sydväst om Filipstad i Värmland vid Klockarhöjden. Masten drivs och underhålls av statliga Teracom.
Masten är en av fyra lika höga master:
- Ängemasten i Krokom
- Brattåsmasten i Östersund
- Överkalixmasten i Överkalix